# Heroiske, Hola Prîstan
Heroiske (în ucraineană Геройське) este o comună în raionul Hola Prîstan, regiunea Herson, Ucraina, formată numai din satul de reședință.

## Demografie
Componența lingvistică a comunei Heroiske
     Ucraineană (90,45%)
     Rusă (9,25%)
     Alte limbi (0,15%)
Conform recensământului din 2001, majoritatea populației comunei Heroiske era vorbitoare de ucraineană (90,45%), existând în minoritate și vorbitori de rusă (9,25%).